# Leskowiec (Frydek-Mistek)
Leskowiec (czasem Liskowiec, cz. Lískovec, do 1924 Leskovec, niem. Leskowetz) – wieś stanowiąca część miasta Frydek-Mistek w kraju morawsko-śląskim, w powiecie Frydek-Mistek w Czechach. Jest to także gmina katastralna o nazwie Lískovec u Frýdku-Místku i powierzchni 602,8611 ha. Centrum Leskowca położone jest około 3 kilometry na północ od centrum miasta, na prawym brzegu rzeki Ostrawicy, w granicach historycznego regionu Śląska Cieszyńskiego. Populacja w 2001 wynosiła 1291 osób, zaś w 2011 odnotowano 436 adresów. 

## Historia
Po raz pierwszy wzmiankowana w 1520. 
W 1573 miejscowość wraz z kilkunastoma innymi wsiami oraz miastem Frydek została sprzedana przez książąt cieszyńskich tworząc frydeckie państwo stanowe.
Do XIX wieku wieś zachowywała charakter rolniczy. W dobie rewolucji przemysłowej przy południowo-zachodniej granicy miejscowości na granicy z Frydkiem uruchomiono Hutę Karola, a w okolicy rozwinął się również przemysł włókienniczy.
Według austriackiego spisu ludności z 1900 w 153 budynkach w Leskowcu na obszarze 723 hektarów mieszkało 1755 osób, co dawało gęstość zaludnienia równą 242,7 os./km². z tego 1632 (93%) mieszkańców było katolikami a 123 (7%) ewangelikami, 956 (54,5%) było czesko-, 409 (23,3%) niemiecko- a 367 (20,9%) polskojęzycznymi. Do 1910 roku liczba budynków wzrosła o 11 a mieszkańców spadła do 1599 osób, z czego 1509 (94,4%) było katolikami, 90 (5,6%) ewangelikami, 813 (50,8%) czesko-, 602 (37,6%) niemiecko- a 168 (10,5%) polskojęzycznymi.
Z czasem liczba mieszkańców spadła m.in. w związku z przeniesiem części produkcji z walcowni (Huty Karola) do Huty w Trzyńcu.
W granicach administracyjnych Frydka-Mistka znajdował się w latach 1943-1949 a obecnie od 1975.